# Satyendra Narayan Sinha
Satyendra Narayan Sinha (Hindi सत्येन्द्र नारायण सिन्हा; * 12. Juli 1917 (nach anderen Angaben: 1. Februar 1919) in Koima, Poiwan, Distrikt Aurangabad, Provinz Bihar und Orissa, Britisch-Indien, heute: Bihar; † 4. September 2006 in Patna, Bihar) war ein indischer Politiker des Indischen Nationalkongresses (INC), des Indian National Congress (Organisation) (INC (O)) sowie Janata Party (JNP), der mehrmals Mitglied der Lok Sabha sowie zwischen März und Dezember 1989 Chief Minister von Bihar war.

## Leben
Satyendra Narayan Sinha, dessen Vater Anugrah Narayan Sinha ebenfalls Politikers sowie Vertrauter von Mohandas Karamchand Gandhi war, besuchte die Government High School in Raebareli sowie das Ewing Christian College in Allahabad. Ein Studium an der University of Allahabad schloss er mit einem Master of Arts (M.A.) ab. Im Anschluss begann er ein Studium der Rechtswissenschaften an der University of Lucknow, das er mit einem Bachelor of Laws (LL.B.) beendete. Er engagierte sich in der Unabhängigkeitsbewegung, in der auch andere spätere Chief Minister von Bihar wie Bindeshwari Dubey, Bhagwat Jha Azad, Chandra Shekhar Singh, Abdul Ghafoor und Kedar Pandey tätig waren. Er war zwischen 1946 und 1960 Mitglied des Senats der Patna University und wurde nach dem Inkrafttreten der Verfassung Indiens am 26. Januar 1950 zunächst Mitglied des Provisorischen Parlaments und gehörte zwischen 1950 und 1952 dem Ständigen Finanzausschuss des Parlaments als Mitglied an. Im Anschluss wurde er für den Indischen Nationalkongress (INC) bei den ersten Parlamentswahlen 1952 Mitglied der Lok Sabha, des Unterhauses des indischen Parlaments (Bhāratīya saṃsad), und gehörte dieser bis 1961 an. In dieser Zeit war er von 1956 bis 1958 Mitglied des Schatzausschusses der Lok Sabha.
1961 wurde Sinha für den INC Mitglied der Legislativversammlung (Vidhan Sabha), des Unterhauses von Bihar, und gehörte diesem bis 1969 an. Zugleich war er zwischen Februar 1961 und März 1967 Minister für Bildung, kommunale Selbstverwaltung und Landwirtschaft in der von Chief Minister Binodananda Jha beziehungsweise ab Oktober 1963 von dessen Nachfolger Krishna Ballabh Sahay geleiteten Regierung dieses Bundesstaates. Er fungierte bis 1969 als Mitglied des Exekutivkomitees sowie Wahlkomitees des All India Congress Committee (AICC), des Präsidiums des INC. Nachdem er 1969 aus dem INC ausgetreten war, schloss er sich dem Indian National Congress (Organisation) (INC (O)) an. In der Folgezeit war er Präsident des INC (O)-Komitees in Bihar. Bei der Parlamentswahl vom 1. bis 10. März 1971 wurde er für den INC (O) wieder zum Mitglied der Lok Sabha gewählt. 1977 trat er der aus dem INC (O) hervorgegangenen Janata Party (JNP) als Mitglied bei und war Vorsitzender der JNP im Bundesstaat Bihar. Zugleich war er Mitglied des Nationalen Exekutivkomitees sowie des Parlamentsausschusses der JNP. Er wurde für diese bei der Parlamentswahl vom 16. bis 20. März 1977 abermals zum Mitglied der Lok Sabha wiedergewählt und war in der sechsten Legislaturperiode zwischen 1977 und 1979 Vorsitzender des Schatzausschusses der Lok Sabha.
Bei der Parlamentswahl am 3. und 6. Januar 1980 wurde Satyendra Narayan Sinha für die Janata Party erneut zum Mitglied der Lok Sabha gewählt und war in der siebten Legislaturperiode von 1982 bis 1983 Mitglied des Ausschusses für öffentliche Unternehmen. Nachdem er sich 1984 wieder dem Indischen Nationalkongress angeschlossen hatte, wurde er bei der Parlamentswahl am 24., 27. und 28. Dezember 1984 in dem zu Bihar gehörenden Wahlkreis Aurangabad erneut zum Mitglied der Lok Sabha gewählt. Er gehörte dieser bis November 1989 an und war während der achten Legislaturperiode zwischen 1985 und 1986 Mitglied des Schatzausschusses.
Als Nachfolger von Bhagwat Jha Azad wurde Sinha am 11. März 1989 Chief Minister von Bihar und übte dieses Amt bis zum 5. Dezember 1989 aus, woraufhin der ebenfalls dem INC angehörende Jagannath Mishra seine Nachfolge antrat.
Aus seiner am 1. Juli 1938 geschlossenen Ehe mit Kishori Sinha, die zwischen 1980 und 1989 ebenfalls Mitglied der Lok Sabha war, ging der gemeinsame Sohn Nikhil Kumar hervor, der Mitglied der Lok Sabha, von 2009 bis 2013 Gouverneur von Nagaland sowie zwischen 2013 und 2014 Gouverneur von Kerala war.